# Gaston-François de Witte
Gaston-François de Witte (* 12. Juni 1897 in Antwerpen; † 1. Juni 1980 in Brüssel) war ein belgischer Herpetologe. Sein Forschungsschwerpunkt war die Herpetofauna Zentralafrikas.

## Leben
De Witte hatte bereits als Kind ein reges Interesse an Reptilien und im Alter von 15 Jahren machte er die Bekanntschaft mit George Albert Boulenger, einen der führenden europäischen Herpetologen seiner Zeit. Boulenger begutachtete Fischfossilien, die Benediktinermönche der Abtei Maredsous bei Denée gesammelt hatten. De Witte besuchte die Schule in Maredsous und Boulenger wurde sein Mentor. Nach seinem Ausscheiden aus dem British Museum of Natural History zog Boulenger nach Brüssel und unterrichtete de Witte in Zoologie. Nach seinem Dienst im Ersten Weltkrieg wurde de Witte 1920 Mitarbeiter am Museum von Belgisch Kongo, wo er 1936 von Jean-Marie Derscheid die Leitung der Abteilung für Zoologie und Entomologie übernahm, bevor er 1937 zum Museum für Naturwissenschaften in Brüssel wechselte und dort die Kuratorenschaft für die Wirbeltierabteilung innehatte. 1951 schied er aus dem Museumsdienst aus.
De Wittes Hauptinteresse galt der Herpetofauna von Belgisch-Kongo (heute Demokratische Republik Kongo). Bei sieben großen Expeditionen im Zeitraum zwischen 1924 und 1958 trugen er und seine einheimischen Helfer in mehreren Nationalparks eine Sammlung von über 175.000 Reptilien- und Amphibienexemplaren zusammen. Diese wurden sorgfältig studiert und in einer langen Reihe von wissenschaftlichen Artikeln und Büchern beschrieben. Zu de Wittes Erstbeschreibungen zählen 24 Reptilienarten und 60 Amphibienarten. 1955 beschrieb er gemeinsam mit Serge Frechkop die Ruwenzori-Otterspitzmaus (Micropotamogale ruwenzorii).
Von November 1924 bis September 1925 unternahm de Witte auf eigene Kosten seine erste Erkundungsexpedition nach Belgisch-Kongo, wo er zunächst von Henri Schouteden begleitet wurde. Die Beziehungen zwischen Schouteden und de Witte verschlechterten sich so stark, dass dieser sich entschloss, die Reise alleine fortzusetzen. Auf dem Landweg reisten er und seine einheimischen Träger in zehn Tagen die 365 km lange Strecke nach Stanleyville, ohne einen einzigen Europäer zu sehen. Er brachte etwa 25.000 Proben, vor allem Schlangen und Fische, sowie ein ethnografisches Ensemble und zahlreiche Fotografien mit und übergab alles dem Museum von Belgisch-Kongo. Seine zweite Expedition führte de Witte von August 1930 bis September 1931 in die Provinz Katanga. Er arbeitete in Baudouinville, Dilolo, Jadotville und am Luapula, wo er eine zoologische, botanische und ethnographische Sammlung zusammentrug. Von August 1933 bis zum 26. Juli 1935 erforschte de Witte die Region Kivu im Albert-Nationalpark. Von Dezember 1944 bis August 1945 besuchte er den Albert-Nationalpark, den Nationalpark Garamba, den Nationalpark Upemba und den Akagera-Nationalpark. Vom 27. November 1946 bis zum 7. April 1947 und vom 17. Oktober 1948 bis zum 4. Mai 1949 begleitete er Ludo van Meel, René-Karel Verheyen, William Adam und André Janssens auf Expeditionen in den Nationalpark Upemba, worüber 1953 die Monographie Reptiles. Exploration du Parc National de l’Upemba. Mission G. F. de Witte en collaboration avec W. Adam, A. Janssens, L. Van Meel et R. Verheyen (1946–1949) entstand. Vom 10. Januar 1952 bis 12. Juni 1953 arbeitete de Witte im Albert-Nationalpark. Vom 20. Oktober bis 21. Dezember 1958 begleitete er Victor van Straelen, Präsident des belgischen Nationalparkinstituts, auf eine Inspektionsreise durch den Albert-Nationalpark, den Garamba-Nationalpark, den Upemba-Nationalpark und den Kagera-Nationalpark.
1947 veröffentlichte de Witte in Zusammenarbeit mit Raymond Ferdinand Laurent eine Revision über die zentralafrikanischen Nattern unter dem Titel Revision d’un groupe de Colubridae africains: Genres Calamelaps, Miodon, Aparallactus et formes affines. 1965 erschien sein Werk Les caméléons de l’Afrique centrale: (République Démocratique du Congo, République du Rwanda et Royaume du Burundi) Zwischen 1918 und 1980 veröffentlichte de Witte rund 90 Titel. Die meisten davon waren herpetologischer Natur.

## Dedikationsnamen
Nach de Witte sind die Skinkart Leptosiaphos dewittei und die Schlangenart Letheobia wittei benannt.

## Schriften (Auswahl)
- 1930: Résultats scientifiques du voyage aux Indes Orientales Néerlandaises de LL. AA. RR. le Prince et la Princesse Léopold de Belgique, Volume 2. Mémoires du Musée Royal d’Histoire Naturelle de Belgique: Hors série
- 1934: Batraciens récoltés au Congo Belge par le Dr H. Schouteden et par M. G.-F. de Witte
- 1940: Instructions pour la récolte et la préparation des reptiles, batraciens et poissons. Musée royal d’histoire naturelle de Belgique.
- 1941: Exploration du Parc National Albert, mission G.F. de Witte (1933–1935)
- 1941: Batraciens et reptiles
- 1943: Contribution à la systematique des formes dégradées de la famille des Scincidae apparentées au genre Scelotes Fitzinger. Musée royal d’histoire naturelle de Belgique
- 1947: Revision d’un groupe de Colubridae africains. Genres Calamelaps, Miodon, Aparallactus et formes affines, &c. Mémoires du Musée royal d’histoire naturelle de Belgique. (mit Raymond Laurent)
- 1948: Faune de Belgique: amphibiens et reptiles
- 1953: Reptiles. Exploration du Parc National de l’Upemba. Mission G. F. de Witte en collaboration avec W. Adam, A. Janssens, L. Van Meel et R. Verheyen (1946–1949)
- 1962: Genera des serpents du Congo et du Ruanda-Urundi. Musée Royal de l’Afrique Centrale.
- 1964: A new chameleon from the Congo
- 1965: Les Caméléons de l’Afrique Centrale (République démocratique du Congo, République du Rwanda et Royaume du Burundi). Musée Royal de l’Afrique Centrale
- 1966: Reptiles. Partie 48 de Exploration du Parc national de la Garamb. Institut des parcs nationaux du Congo